# Allostase
Allostase (zusammengesetzt aus dem Griechischen allo für variabel und stase für stehend, meist wörtlich mit Erreichen von Stabilität durch Änderung übersetzt) beschreibt den Prozess, durch den der Körper in Anforderungssituationen (Stress) durch physiologische und psychologische Verhaltensänderungen eine – auch zukünftige Belastungen einbeziehende – Stabilität aufrechterhält. Diese Anpassungsreaktion ist zunächst grundsätzlich adaptiv. Bei größerer, nicht mehr zu bewältigender Belastung, z. B. extremen körperlichen Anforderungen, kann es jedoch zur „Abnutzung“ („wear and tear“) und damit zur Verringerung des Funktionsniveaus kommen.

## Variabilität
Der im Allostase-Konzept zentralen Variabilität wird größte Bedeutung dafür zugeschrieben, dass sich komplexe Organismen auf sich verändernde Umwelt- und Lebensbedingungen einstellen können. Das Allostase-Konzept erweitert nach den Autoren das einfachere Homöostase-Konzept, nach welchem der Körper in jeder Situation v. a. eine Aufrechterhaltung eines inneren Gleichgewichts anstrebt. Nach dem dynamischeren Allostase-Konzept spielt für allostatische Reaktionen auf komplexe Problemlagen und die Antizipation kommender Belastungen insbesondere das Gehirn eine Schlüsselrolle. Vermittelt wird die Allostase-Reaktion v. a. durch Hormone der Hypothalamus-Hypophysen-Nebennierenrinden-Achse (auch im Deutschen HPA-Achse genannt nach Hypothalamic-Pituitary-Adrenal Axis), Katecholamine und Zytokine.

## Typen
McEwen und Wingfield haben vorgeschlagen, allostatische Antworten in zwei verschiedene Typen einzuteilen:
- Eine allostatische Reaktion vom Typ 1 wird ausgelöst, wenn der tatsächliche Bedarf an Energie das Angebot überschreitet, so dass ein metabolisches Notfallprogramm aktiviert wird, das zu Energieeinsparungen und Mobilisierung von Reserven führt. Nach Ende der Störung kann der normale Lebenszyklus fortgesetzt werden.
- Eine Typ-2-Allostase wird ausgelöst, wenn der erwartete Energiebedarf das erwartete Angebot übersteigt. Diese Reaktion kann auch bei aktuell hinreichendem Energieangebot auftreten. Typische Auslöser sind psychosoziale Stress-Situationen.[2]

Beide Formen der Allostase gehen mit einer vermehrten Freisetzung von Cortisol und Katecholaminen einher. In Bezug auf die Schilddrüsenhomöostase ist die Antwort differenziert. Hier führt die Typ-1-Allostase zu einer niedrigen Konzentration des Schilddrüsenhormons Trijodthyronin (T3), während der T3-Spiegel bei einer Typ-2-Allostase erhöht ist.

## Allostatische Last
Eine dauerhafte allostatische Aktivierung als Resultat chronischen Stresses wird auch als Allostatische Last oder Überlast beschrieben. Eine solche chronische physiologische Aktivierung kann verschiedene Organsysteme schädigen. Die stärksten Auswirkungen haben chronische Stressbelastungen auf die psychische Gesundheit und das Risiko für Herz-Kreislauf-Erkrankungen, aber auch Erkrankungen des Muskel-Skelett-Systems, des Stoffwechsels und des Immunsystems werden begünstigt.
Besondere Bedeutung hat eine dauerhafte allostatische Last für das Gehirn selbst. Während kontrollierbarer Stress zu einer Stabilisierung führt, zieht nicht kontrollierbarer Stress eine Destabilisierung zentralnervöser Strukturen nach sich. Betroffen sind davon speziell die wenigen Bereiche des Gehirns, in denen auch beim Menschen eine Neuentstehung von Nervenzellen (Neurogenese) möglich ist, etwa der Hippocampus. Ein besonders enger Zusammenhang wird zwischen allostatischer Last, Hippocampus-Veränderungen und Depressionen hergestellt. Aber auch verschiedene andere psychische Probleme werden in enge Verbindung mit chronischem Stress gebracht (Diathese-Stress-Modell).

## Auslöse-Situationen – Sozialer Stress
Grundsätzlich kann jede nicht kontrollierbare Stressreaktion zur Aktivierung der HPA-Achse und somit der Allostase-Reaktion führen. Von besonderer Bedeutung für die HPA-Achse sind jedoch soziale Stressoren. So führen etwa Ausgrenzungserfahrungen zu einer starken Aktivierung der HPA-Achse. Die stärkste und zuverlässigste HPA-Achsen-Aktivierung erfolgt jedoch bei Herabsetzungs-Situationen, d. h. Situationen, die mit Gefühlen der Beschämung und Erniedrigung verbunden sind. Sozial-evaluative Situationen werden deswegen auch zur experimentellen Aktivierung der HPA-Achse genutzt.
Die allostatische Last und ihre gesundheitlichen Auswirkungen werden auch als wichtige Teilursachen dafür angesehen, dass überall weltweit ein äußerst stabiler Zusammenhang zwischen der sozialen und gesundheitlichen Situation gefunden wird (Gesundheitliche Ungleichheit). So scheint die sich über das Leben summierende allostatische Last abhängig von der sozialen Situation zu sein, was zu einer soziallageabhängig früheren Alterung und stärkerer Betroffenheit von verschiedenen Erkrankungen führen kann.

## Interventionen: Von der Homöostase zur Allostase
Das Allostase-Konzept birgt wesentliche, über das Homöostase-Konzept hinausgehende Implikationen für die Ebene, auf der Interventionen ansetzen sollten. Sterling als Begründer des Allostase-Konzepts verdeutlicht dies für arterielle Hypertonie wie folgt:
„Homöostase identifiziert nächstliegende Ursachen; z. B. wird essentieller Bluthochdruck zu viel Salzwasser in zu wenig Gefäßvolumen zugeschrieben. Medikamente sollen daher Salz und Wasser reduzieren, das Volumen erhöhen und Feedback-Mechanismen blockieren, die dem entgegenwirken. Allostase schreibt Bluthochdruck dem Gehirn zu. Da das Hirn chronisch einen Bedarf für hohen Druck annimmt, mobilisiert es all die Mechanismen auf niedriger Ebene: Salz und Wasser über die Nieren zurückhalten, den Salzappetit steigern. Entsprechend würde Allostase therapeutisch auf höherer Ebene ansetzen – den Bedarf verringern und das Gefühl von Kontrolle erhöhen – so dass das Gehirn seine Vorhersage herunterregeln und all die Mechanismen auf niedriger Ebene entspannen kann.“ (Übersetzung aus )
Über das Homöostase-Konzept hinausgehend wird somit nach dem Allostase-Konzept das Gehirn als wichtigstes Organ der Stressreaktion betrachtet, da es aufgrund von Problemanalyse und Antizipation zukünftiger Bedarfslagen untergeordnete Systeme reguliert. Interventionen, die nur auf Regulation dieser untergeordneten Systeme fokussieren, führen daher zu – vom Zentralnervensystem gesteuerten – kompensatorischen Ausweichreaktionen. Das Gehirn als zentrales Stressorgan sollte dementsprechend nach dem Allostase-Konzept in den Mittelpunkt aller Interventionen rücken. Da die stärksten Auslöser für Allostase-Reaktionen soziale Stressoren sind, wird einer Veränderung sozialer Bedingungen dabei die wesentlichste Rolle zugeschrieben.